# Krzysztof Majka (profesor)
Krzysztof Majka (ur. 1 października 1936 w Wadowicach, zm. 7 maja 2017) – polski naukowiec, specjalista z dziedziny energetyki oraz elektrotechniki, profesor dr hab. Dziekan Wydziału Elektrycznego Politechniki Lubelskiej w latach 1993–1996.

## Życiorys
Krzysztof Majka urodził się 1 października 1936 w Wadowicach. W roku 1959 ukończył studia wyższe na Wydziale Elektrycznym w Moskiewskim Instytucie Mechanizacji i Elektryfikacji Rolnictwa. Stopień doktora nauk rolniczych otrzymał w roku 1967 w Szkole Głównej Gospodarstwa Wiejskiego w Warszawie, a habilitację uzyskał w roku 1972, na tej samej uczelni.
W roku 1960 rozpoczął pracę w Szkole Głównej Gospodarstwa Wiejskiego, gdzie pracował do roku 1991. W roku 1991 podjął pracę w Politechnice Lubelskiej, na Wydziale Elektrycznym.
Prof. Krzysztof Majka był autorem wielu publikacji. Za swoje zasługi został odznaczony i wyróżniony: Srebrnym (1972) i Złotym Krzyżem Zasługi (1980), Medalem Komisji Edukacji Narodowej (1983), Krzyżem Kawalerskim Orderu Odrodzenia Polski (1989) i Złotą Odznaką Honorową „Za zasługi dla SGGW” (1990).